# Shaun O’Leary
Shaun James O’Leary (ur. 13 marca 1958 w Ōtāhuhu) – nowozelandzki judoka. Olimpijczyk z Los Angeles 1984, gdzie zajął dziewiętnaste miejsce wadze lekkiej.
Zdobył cztery medale na mistrzostwach Oceanii w latach 1979-1985.

## Letnie Igrzyska Olimpijskie 1984
| Konkurencja | Eliminacje                | Klas. końcowa |
| Konkurencja | Przeciwnik I              | Miejsce       |
| ----------- | ------------------------- | ------------- |
| -71 kg      | Johannes Wohlwend (LIE) P | 19.           |